# Kamov Ka-10
El Kamov Ka-10 (en ruso: Ка-10, designación OTAN: Hat) fue un pequeño helicóptero de reconocimiento militar experimental de observación soviético fabricado por la oficina de diseño Kamov. El Ka-10 era una versión de mayor tamaño basado en el primer helicóptero creado por Nikolái Kamov, el Ka-8.
El Ka-10, al igual que el Ka-8, disponía de un rotor coaxial, una rudimentaria estructura de tubos metálicos montada sobre dos flotadores y de una plaza para el piloto que no estaba carenada. En modelo Ka-10 se equipó de un motor a pistón Ivtchenko AI-4V de 55 CV.
El primer vuelo del Ka-10 tuvo lugar en septiembre de 1949. Únicamente doce ejemplares fueron fabricados para su evaluación en vuelo, de los cuales 8 fueron Ka-10M que era una versión bideriva. La fabricación en serie para la Marina soviética fue desestimada, ya que el helicóptero ofrecía muy pocas ventajas. En su lugar, fue creada una versión biplaza denominada Ka-15.

## Especificaciones
Referencia datos: Aviastar.org

### Características generales
- Tripulación: 1 piloto
- Longitud: 3,9 m
- Diámetro rotor principal: 5,8 m
- Envergadura: 1,97 m
- Altura: 2,5 m
- Peso cargado: 370 kg
- Planta motriz: 1×  Ivtchenko AI-4V de pistón.
  - Potencia: 55 CV 40 kW

### Rendimiento
- Velocidad crucero (Vc): 115 km/h
- Alcance: 170 km
- Techo de vuelo: 2500 m

### Desarrollos relacionados
- Kamov Ka-8